# Jenny Pham
Jenny Pham (* 9. September 1992 in Berlin) ist eine deutsche Laiendarstellerin.

## Leben und Karriere
Pham studierte Kommunikationsdesign. Von Folge 1280 bis zur Folge 1516 gehörte sie zum Hauptcast der Reality-Seifenoper Köln 50667 des Fernsehsenders RTL II, wo sie die Rolle der Studentin Kimi Nguyen spielte.

## Filmografie
- 2018: Köln 50667 (Daily-Soap, 236 Folgen)